# Michal Kadlec
Michal Kadlec (Vyškov, 13 dicembre 1984) è un ex calciatore ceco, di ruolo difensore.

## Biografia
È figlio del calciatore Miroslav Kadlec. Nel 1990, quando Michal aveva 5 anni, la famiglia è emigrata dalla Repubblica Ceca in Germania, stabilendosi a Kaiserslautern, perché suo padre aveva firmato per la squadra locale, militante in Bundesliga. In Germania Michal ha frequentato la scuola materna, imparando la lingua tedesca, e poi la scuola primaria e i primi anni di quella secondaria al Gymnasium. Nel 1998 la famiglia è tornata in Repubblica Ceca avendo il padre Miroslav Kadlec firmato per il Drnovice.

## Carriera

### Club

#### Slovácko
Kadlec ha iniziato a giocare nello Slovácko nel 2001. Con lo Slovácko ha esordito in Gambrinus Liga il 14 ottobre 2001 a Ostrava contro il Baník ed ha realizzato la prima marcatura il 26 aprile 2004, segnando al 9' la prima rete di Slovan Liberec-Slovácko 3-3.

#### Sparta Praga
Nel 2005 è passato allo Sparta Praga. Ha debuttato con i praghesi il 6 agosto 2005 a Plzeň contro il Viktoria (2-1 per lo Sparta Praga) e ha segnato il primo gol in maglia granata il 28 maggio 2005 al 41' minuto di Sparta Praga-Teplice 1-2. Con lo Sparta Praga ha vinto un campionato ceco e 2 Coppe della Repubblica Ceca.

#### Bayer Leverkusen
Nell'estate 2008 si è trasferito nella Bundesliga tedesca per giocare con il Bayer Leverkusen. Proprio perché giocatore del Bayer, il 22 aprile 2012, è stato aggredito in un locale di Colonia da alcuni tifosi, identificatisi come sostenitori della maggiore squadra locale, che gli procurano la frattura del setto nasale.

#### Fenerbahce
Il 1º luglio 2013 passa ai turchi del Fenerbahce per 4.5 milioni di euro.

### Nazionale
Kadlec, dopo aver militato nelle nazionali giovanili ceche, ha esordito in Nazionale maggiore il 17 novembre 2007 in Repubblica Ceca-Slovacchia 3-1, partita valida per le qualificazioni a Euro 2008, realizzando un autogol al 79'. Ha realizzato il primo gol in Nazionale il 30 maggio 2008, siglando all'84º minuto la rete del momentaneo 2-0 nell'amichevole contro la Scozia (3-1 il finale).
Ha fatto parte dei 23 convocati della Repubblica Ceca per gli Europei 2008.
L'8 giugno 2012 esordisce da titolare agli Europei nella partita contro la Russia (4-1).
Viene convocato per gli Europei 2016 in Francia.

## Palmarès
- Campionato ceco: 1

Sparta Praga: 2004-2005
- Coppa della Repubblica Ceca: 2

Sparta Praga: 2005-2006, 2006-2007
- Campionato turco: 1

Fenerbahçe: 2013-2014
- Türkiye Süper Kupası: 1

Fenerbahçe: 2014